# Phestilla melanobrachia
Phestilla melanobrachia is een slakkensoort uit de familie van de Trinchesiidae. De wetenschappelijke naam van de soort is voor het eerst geldig gepubliceerd in 1874 door Bergh.